# Pieskie popołudnie

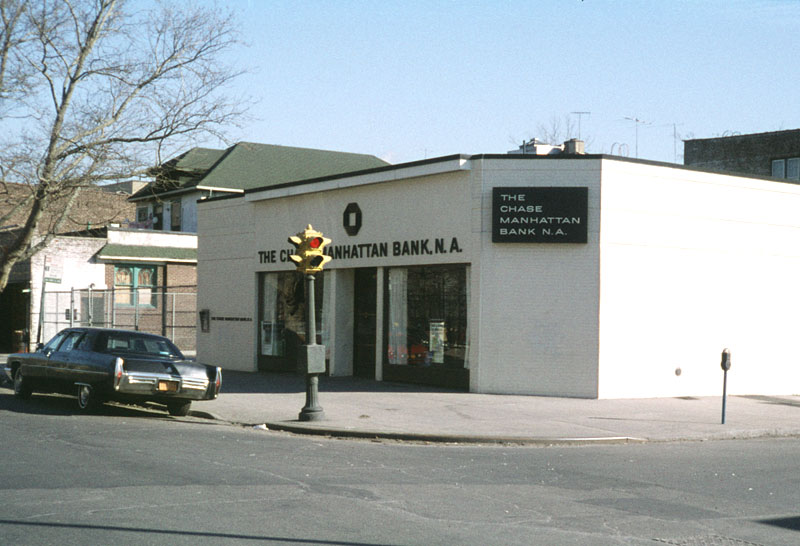
Miejsce akcji autentycznej historii, budynek przy 450 Avenue P, Brooklyn NY (zdjęcie z 1975 r.)

Pieskie popołudnie (ang. Dog Day Afternoon) – amerykański dramat społeczno-kryminalny w reżyserii Sidneya Lumeta. Film nominowany w sześciu kategoriach do Oscara otrzymał jedną statuetkę za najlepszy oryginalny scenariusz.
W 2009 roku został wprowadzony do Narodowego Rejestru Filmowego Stanów Zjednoczonych jako film „znaczący kulturowo, historycznie bądź estetycznie”.

## Opis fabuły
Film oparty na autentycznych wydarzeniach, mających miejsce 22 sierpnia 1972 roku w Nowym Jorku. Sonny Wortzik (Al Pacino) wraz ze swoimi kumplami – Salem (John Cazale) i Steviem – napadają na bank w Nowym Jorku. Traktują oni moralnie pracowników banku, nie chcąc im zrobić krzywdy. Stevie nie wytrzymuje psychicznie napadu i opuszcza miejsce przestępstwa. Pech jednak chce, że w bankowym sejfie nie ma pieniędzy. Na miejsce napadu szybko przyjeżdżają jednostki policji. Sonny i jego wspólnik biorą zakładników i barykadują się w banku. Rozpoczynają się negocjacje prowadzone przez Eugene’a Morettiego (Charles Durning). Sonny, aby udowodnić, że nie chce zabić zakładników, godzi się wypuścić jedną z pracownic banku. Gdy jednak okazuje się, że strażnik choruje na astmę, zostaje wypuszczony właśnie on, co staje się źródłem nieporozumienia, gdyż policja przekonana, że wypuszczona zostanie kobieta, bierze go za przestępcę. Między zakładnikami i wspólnikami nawiązuje się nić zrozumienia, a serwisy informacyjne poparły Sonny’ego. Przed bankiem ustawiły się tłumy ludzi skandujące poparcie dla bandy Sonny’ego. Policja decyduje się wezwać bliskiego przyjaciela Sonny’ego – Leona Shermera (Chris Sarandon), żeby z nim porozmawiał. Leon Harmer jednak nie chce rozmawiać z Sonnym, twierdząc, iż nie ma na niego żadnego wpływu. W rozmowie z policją Leon wyjawia także, że chciał się poddać operacji zmiany płci. Zdradza także, że Sonny jest biseksualistą, który napadł na bank, żeby zdobyć pieniądze na operację zmiany płci dla niego. Jest przerażony, gdy dowiaduje się, że może zostać oskarżony o współudział. Do rozmowy Sonny’ego i Leona jednak dochodzi, rozmowa jest podsłuchiwana przez policję. Sonny proponuje Leonowi ucieczkę do jakiegoś odległego kraju, a także mówi policji, że Leon nie miał nic wspólnego z napadem. Dalej prowadzi negocjacje z policją przed bankiem. Żąda spotkania z żoną – Angie – oraz autobusu na lotnisko, gdzie wraz z Salem zamierza uciec. Za każde ze spełnionych żądań ma zostać wypuszczony jeden zakładnik. Angie nie chce jednak widzieć Sonny’ego, ma do niego pretensje, rozmawia z nim jedynie przez telefon. W końcu nadjeżdża autobus na lotnisko, gdzie jadą razem z zakładnikami. Gdy przyjeżdżają na lotnisko i są już bardzo blisko upragnionego samolotu, Sal zostaje zastrzelony, a Sonny trafia na 20 lat do więzienia.

## Obsada
- Al Pacino – Sonny Wortzik
- John Cazale – Sal
- Charles Durning – Eugene Moretti
- Chris Sarandon – Leon Shermer
- Sully Boyar – Mulvaney
- Penelope Allen – Sylvia
- James Broderick – Sheldon
- Carol Kane – Jenny
- Beulah Garrick – Margaret
- Sandra Kazan – Deborah
- Marcia Jean Kurtz – Miriam
- inni

## Inspiracja
Film osnuty został na zdarzeniach autentycznych, opisanych w artykule P.F. Kluge’a i Thomasa Moore’a oraz książce Leslie Walkera. Scenarzysta Frank Pierson wykorzystał historię napadu na filię Chase Manhattan Bank na Brooklynie, która rozegrała się w 1972 r. Dwaj przestępcy więzili wówczas dziewięciu zakładników przez 14 godzin. Pierwowzorem Sony’ego jest John Wojtowicz, który za udział w tym napadzie został skazany na 20 lat więzienia, z czego odsiedział sześć, a za prawo wykorzystania swojej historii w filmie zainkasował 7,5 tys. dolarów.
W roku 2005 powstał film pt. Oparty na faktach. Konfrontuje on fabułę filmu z wydarzeniami, które zainspirowały jego powstanie.

## Nagrody
- Oscar 1976:
  - najlepszy scenariusz oryginalny – Frank Pierson
- BAFTA 1976:
  - najlepszy aktor – Al Pacino
  - najlepszy montaż – Dede Allen